# Grand Prix des Amériques (cinema)
Il Grand Prix des Amériques è il premio principale assegnato nel corso del Montréal World Film Festival.

## Albo d'oro[1]
| Anno | Film                                                                | Regista                  | Nazione                              |
| ---- | ------------------------------------------------------------------- | ------------------------ | ------------------------------------ |
| 1978 | Ligabue                                                             | Salvatore Nocita         | Italia                               |
| 1979 | 1+1=3                                                               | Heidi Genée              | Germania Ovest                       |
| 1980 | Fontamara                                                           | Carlo Lizzani            | Italia                               |
|      | Professione pericolo (The Stunt Man)                                | Richard Rush             | Stati Uniti                          |
| 1981 | Gli eletti (The Chosen)                                             | Jeremy Kagan             | Stati Uniti                          |
| 1982 | Le due facce del male (Brimstone & Treacle)                         | Richard Loncraine        | Regno Unito                          |
|      | Tiempo de revancha                                                  | Adolfo Aristarain        | Argentina                            |
| 1983 | Mikan no taikyoku                                                   | Duan Ji-shun, Junya Sato | Giappone/ Cina                       |
| 1984 | El Norte                                                            | Gregory Nava             | Stati Uniti/ Regno Unito             |
| 1985 | Scandalo borghese (Padre nuestro)                                   | Francisco Regueiro       | Spagna                               |
| 1986 | Betty Blue (37°2 le matin)                                          | Jean-Jacques Beineix     | Francia                              |
| 1987 | Kenny                                                               | Claude Gagnon            | Giappone/ Stati Uniti/ Canada        |
| 1988 | La lettrice (La lectrice)                                           | Michel Deville           | Francia                              |
| 1989 | La libertà è il paradiso (S.E.R. - Svoboda eto rai)                 | Sergej Bodrov            | Russia                               |
| 1990 | Caídos del cielo                                                    | Francisco J. Lombardi    | Perù/ Spagna                         |
| 1991 | Salmonberries                                                       | Percy Adlon              | Germania                             |
| 1992 | El lado oscuro del corazòn                                          | Eliseo Subiela           | Argentina/ Canada                    |
| 1993 | Tradire (Trahir)                                                    | Radu Mihăileanu          | Spagna/ Francia/ Svizzera/ Romania   |
| 1994 | Once Were Warriors - Una volta erano guerrieri (Once Were Warriors) | Lee Tamahori             | Nuova Zelanda                        |
| 1995 | Georgia                                                             | Ulu Grosbard             | Stati Uniti/ Francia                 |
| 1996 | Le donne non sono tutte uguali (Different for Girls)                | Richard Spence           | Regno Unito/ Francia                 |
| 1997 | I bambini del cielo (Bacheha-Ye aseman)                             | Majid Majidi             | Iran                                 |
| 1998 | The Quarry - La cava (The Quarry)                                   | Marion Hänsel            | Spagna/ Francia/ Belgio/ Paesi Bassi |
|      | Vollmond                                                            | Fredi M. Murer           | Svizzera/ Germania/ Francia          |
| 1999 | Il colore del paradiso (Rang-e khoda)                               | Majid Majidi             | Iran                                 |
| 2000 | Il gusto degli altri (Le goût des autres)                           | Agnès Jaoui              | Francia                              |
|      | Innocence                                                           | Paul Cox                 | Australia/ Belgio                    |
| 2001 | Baran                                                               | Majid Majidi             | Iran                                 |
|      | Torzók                                                              | Árpád Sopsits            | Ungheria                             |
| 2002 | Il più bel giorno della mia vita                                    | Cristina Comencini       | Italia                               |
| 2003 | Kordon                                                              | Goran Markovic           | Jugoslavia                           |
| 2004 | La sposa siriana (The Syrian Bride)                                 | Eran Riklis              | Francia/ Germania/ Israele           |
| 2005 | Off Screen                                                          | Pieter Kuijpers          | Paesi Bassi/ Belgio                  |
| 2006 | Nagai sanpo                                                         | Eiji Okuda               | Giappone                             |
|      | O Maior Amor do Mundo                                               | Cacá Diegues             | Brasile                              |
| 2007 | BEN X                                                               | Nic Balthazar            | Paesi Bassi/ Belgio                  |
|      | Un secret                                                           | Claude Miller            | Francia                              |
| 2008 | Departures (Okuribito)                                              | Yōjirō Takita            | Giappone                             |
| 2009 | Korkoro                                                             | Tony Gatlif              | Francia                              |
| 2010 | Adem                                                                | Hans Van Nuffel          | Belgio                               |
| 2011 | Hasta la vista                                                      | Geoffrey Enthoven        | Belgio                               |
| 2012 | Atesin düstügü yer                                                  | Ismail Günes             | Turchia                              |
| 2013 | Io sono Mateusz (Chce się żyć)                                      | Maciej Pieprzyca         | Polonia                              |
| 2014 | Obediencia perfecta                                                 | Luis Urquiza             | Messico                              |
| 2015 | Fou d'amour                                                         | Philippe Ramos           | Francia                              |
| 2016 | Ustav Republike Hrvatske                                            | Rajko Grlićs             | Croazia                              |
| 2017 | Y de pronto el amanecer                                             | Silvio Caiozzi           | Cile                                 |
| 2018 | Curtiz                                                              | Tamas Yvan Topolánszky   | Ungheria                             |